# 痛苦與榮耀
是2019年西班牙導演佩德罗·阿尔莫多瓦尔執導的自傳式劇情長片。由安东尼奥·班德拉斯和佩内洛普·克鲁兹主演，於2019年3月22日在西班牙上映，並入圍第72屆坎城影展的正式競賽單元。

## 演員
- 安东尼奥·班德拉斯
- 佩内洛普·克鲁兹

## 獎項
| 類別                 | 頒獎日期      | 獎項                 | 名字                | 結果 |
| -------------------- | ------------- | -------------------- | ------------------- | ---- |
| 第92屆奥斯卡金像獎   | 2020年2月10日 | 最佳國際影片         | 《痛苦與榮耀》      | 提名 |
| 第92屆奥斯卡金像獎   | 2020年2月10日 | 最佳男主角           | 安東尼奧·班德拉斯   | 提名 |
| 第77屆金球獎         | 2020年1月5日  | 最佳外語片           | 《痛苦與榮耀》      | 提名 |
| 第77屆金球獎         | 2020年1月5日  | 最佳戲劇類電影男主角 | 安東尼奧·班德拉斯   | 提名 |
| 第72屆坎城影展       | 2019年5月25日 | 金棕櫚獎             | 《痛苦與榮耀》      | 提名 |
| 第72屆坎城影展       | 2019年5月25日 | 酷兒金棕櫚獎         | 《痛苦與榮耀》      | 提名 |
| 第72屆坎城影展       | 2019年5月25日 | 最佳男演員           | 安東尼奧·班德拉斯   | 獲獎 |
| 第73屆英國電影學院獎 | 2020年2月2日  | 最佳外語片           | 《痛苦與榮耀》      | 提名 |
| 第32屆歐洲電影獎     | 2019年12月7日 | 最佳影片             | 《痛苦與榮耀》      | 提名 |
| 第32屆歐洲電影獎     | 2019年12月7日 | 觀眾票選獎           | 《痛苦與榮耀》      | 提名 |
| 第32屆歐洲電影獎     | 2019年12月7日 | 最佳導演             | 佩德羅·阿莫多瓦     | 提名 |
| 第32屆歐洲電影獎     | 2019年12月7日 | 最佳編劇             | 佩德羅·阿莫多瓦     | 提名 |
| 第32屆歐洲電影獎     | 2019年12月7日 | 最佳男主角           | 安東尼奧·班德拉斯   | 獲獎 |
| 第32屆歐洲電影獎     | 2019年12月7日 | 最佳美術設計         | 《痛苦與榮耀》      | 獲獎 |
| 第34屆西班牙哥雅獎   | 2020年1月25日 | 最佳影片             | 《痛苦與榮耀》      | 獲獎 |
| 第34屆西班牙哥雅獎   | 2020年1月25日 | 最佳導演             | 佩德羅·阿莫多瓦     | 獲獎 |
| 第34屆西班牙哥雅獎   | 2020年1月25日 | 最佳編劇             | 佩德羅·阿莫多瓦     | 獲獎 |
| 第34屆西班牙哥雅獎   | 2020年1月25日 | 最佳男主角           | 安東尼奧·班德拉斯   | 獲獎 |
| 第34屆西班牙哥雅獎   | 2020年1月25日 | 最佳女主角           | 佩內洛普·克魯茲     | 提名 |
| 第34屆西班牙哥雅獎   | 2020年1月25日 | 最佳女配角           | 胡麗葉塔·塞拉諾     | 獲獎 |
| 第34屆西班牙哥雅獎   | 2020年1月25日 | 最佳男配角           | 阿謝爾·埃特塞安迪亞 | 提名 |
| 第34屆西班牙哥雅獎   | 2020年1月25日 | 最佳剪輯             | 《痛苦與榮耀》      | 獲獎 |
| 第34屆西班牙哥雅獎   | 2020年1月25日 | 最佳原創音樂         | 《痛苦與榮耀》      | 獲獎 |
| 第34屆西班牙哥雅獎   | 2020年1月25日 | 最佳攝影             | 《痛苦與榮耀》      | 提名 |
| 第34屆西班牙哥雅獎   | 2020年1月25日 | 最佳藝術指導         | 《痛苦與榮耀》      | 提名 |
| 第34屆西班牙哥雅獎   | 2020年1月25日 | 最佳製作人           | 《痛苦與榮耀》      | 提名 |
| 第34屆西班牙哥雅獎   | 2020年1月25日 | 最佳音效             | 《痛苦與榮耀》      | 提名 |
| 第34屆西班牙哥雅獎   | 2020年1月25日 | 最佳服裝設計         | 《痛苦與榮耀》      | 提名 |
| 第34屆西班牙哥雅獎   | 2020年1月25日 | 最佳化妝與髮型       | 《痛苦與榮耀》      | 提名 |

## 外部連結
- 豆瓣电影上《痛苦與榮耀》的資料 （简体中文）
- 開眼電影網上《痛苦與榮耀》的資料（繁體中文）
- 互联网电影数据库（IMDb）上《痛苦與榮耀》的资料（英文）